# Якун Сліпий
Якун «Сліпий» — варяг, який носив шитий золотом плащ (за іншою версією, шиту золотом пов'язку на хворих очах, «луду»). Про нього є згадка в літописі 1023 року, коли він із дружиною прийшов на допомогу Ярославу Мудрому в боротьбі з Мстиславом Хоробрим. У битві при Листвені біля Чернігова союзники зазнали поразки, і Якун, загубивши на бойовищі плащ («луду»), втік до Великого Новгорода.
З ім'ям його небожа Шимона Африкана (Африкан від Африка, ім'я рідного брата Якуна), Києво-Печерський патерик пов'язує будівництво Успенського собору в Києві.

## Прізвисько
Дві скандинавські аристократичні династії — Семінги та Інґлінґи, — вважали своїм пращуром Одіна, верховного бога германських племен, що створювало над ними містичний ореол провіденційної обраності. Суперечка про те, чому Якуна називали на Русі Сліпим («д.укр Якун Сьлепъ»), або за іншим припущенням «Красивим», «Статним» (від слова «д.рус лепъ») досі не розв'язана.
Згідно зі скандинавською міфологією Одін пожертвував своїм оком, щоб напитися з джерела знань та мудрості (скальдичний епос «Молодша Едда») й отримати дар проникливого розуму і поетичного обдарування. У рунічній поезії часто згадується, що Одін маскувався під старого одноокого мандрівника з довгою сивою бородою та крислатим капелюхом, низько натягнутим на вуха; він озивався на ім'я Гестумблінді, що буквально означало «сліпий блукалець».
Таким чином, характерна риса фізичного каліцтва (сліпота) може виступати у пізній скандинавській традиції, скоріше, як інкарнація міфічного божества-предка, хоча не виключено, що Якун, дійсно, втратив одне око під час військових сутичок. До речі, ім'я легендарного руського князя Олега, насправді, було священним титулом helgi («святий», за слов'янським визначенням «віщий»), який втілював собою сакральну і ритуальну функцію запрошеного чи виборного правителя. У будь-якому разі золотий корзно-плащ і символічна «одноокість» Якуна свідчили про його високе аристократичне походження.

## Біографія
Про життя Якуна можна дізнатися з Києво-Печерського патерика і літописів, які свідчать про те, що на початку 1020-х років Якун (сканд. Hākon) Сліпий з'явився на Русі й пристав на службу до київського князя Ярослава Мудрого.
Усі його старші родичі правили в Норвегії впродовж 40 років на межі X—XI ст., а йому самому в 1014—1016 років вдалося стати співправителем свого дядька. Проте, коли королівську владу в Норвегії захопив Олаф Гаральдсон з клану Інґлінґів, найбільше відомий сучасникам не військовою звитягою, а наверненням у християнство свого народу (він навіть був проголошений святим), Якун був змушений вирушити у вигнання.
Проте йому вдалося зробити успішну військову кар'єру в Київській Русі. У 1024 р. він брав участь у міжусобній війні свого сюзерена (Ярослава Мудрого) проти чернігівського князя Мстислава Хороброго, де в кривавій битві під Лиственом втратив фамільну реліквію — дорогоцінну луду або вишитий золотом плащ.
Пізніше Якун опинився у володіннях свого нового сюзерена — данського короля Канута Великого, — на Британських островах, але в 1028 році після поразки Олафа Святого йому вдалося, щоправда лише як данському наміснику й на дуже короткий час, повернутися до Норвегії, де вже за рік його підстерегла смерть: він втопився в одному з норвезьких фіордів.

## Родина
Якун залишив після себе двох синів Ульва та Ассура, однак їхній рід незабаром вгас.